# دييغو فاسكيز
دييغو فاسكيز (بالإسبانية: Diego Vásquez)‏ هو لاعب كرة قدم ومدرب رياضي أرجنتيني في مركز حراسة المرمى، ولد في 3 يوليو 1971 في سان مارتين في الأرجنتين. لعب مع ريفر بليت.